# ماراتن مسیه
ماراتن مسیه نام یک رقابت علمی در حوزه نجوم آماتوری است که به یاد تلاش‌های شارل مسیه، اخترشناس فرانسوی در رصد اجرام غیرستاره‌ای اعماق آسمان هر سال در ماه مارس (نیمه اسفند تا نیمه فروردین سال بعد) برگزار می‌شود. شرکت‌کنندگان در آن باید در طول یک شب، از شامگاه تا سپیده دم روز بعد رصدگران تمام اجرام مسیه را رصد کنند.

## زمان برگزاری
با توجه به اینکه خورشید در دایرةالبروج و در زمان‌های متفاوت در مکان‌هایی قرار می‌گیرد که باعث می‌شود رصدگران نتوانند تمام اجرام فهرست مسیه را در بیشتر زمان‌های سال رصد کنند اما هنگام نیمه اسفند تا نیمه فروردین خورشید بگونه‌ای است که باعث می‌شود تمام 110 جرم فهرست مسیه اجرام قابل رصد کردن باشند. از این رو این رقابت در روزهای پایانی هر سال شمسی به وقت ایران معمولا برگزار می‌شود.

## ماراتن مسیه در ایران
اولین دوره ماراتن مسیه در سال ۱۳۸۰ و به همت مجله نجوم آغاز شد. در سال‌های بعد با تشکیل شاخه آماتوری انجمن نجوم ایران، این رقابت زیر نظر این شاخه برگزار می‌شد. با انحلال شاخه آماتوری مجددا مجله نجوم عهده‌دار برگزاری این رقابت سراسر و پرطرفدار در ایران شد. ماراتن مسیه در ایران به صورت سالانه و پیوسته به شکل یک رقابت ملی برگزار می‌شود و نقش مهمی در علاقه‌مندسازی جوانان و توجه رسانه‌ها به دانش نجوم در سطح عمومی داشته است.
این رقابت در ایران با دقتی بالاتر از بسیاری از رقابت‌های مشابه در جهان، زیر نظر داورانی که خود از برندگان پیشین ماراتن مسیه بوده‌اند برگزار می‌شود. به جز رده رقابتی، ماراتن مسیه در ایران در رده‌های آموزشی (ویژه علاقه‌مندان مبتدی یا افرادی که ابزار رصدی ندارند) و همین‌طور در رده عکاسی (نمای باز و اعماق آسمان) برگزار می‌شود.

ماراتن مسیه در سال 1403
میزبانی رقابت در سال 1403 در کاروانسرای مشجری با توجه به شرایط مطلوب اقامتی موجب بهبود توانایی‌های رصدی و عکاسی شرکت‌کنندگان شد. بطوریکه برندگان بخش رقابت موفق به رصد بخش عمده اجرام در نظر گرفته شده برای رقابت امسال شدند.